# Birgit Fischer
Birgit Fischer, född 25 februari 1962 i Brandenburg an der Havel, Östtyskland, är en tysk tidigare kanotist, flerfaldig olympiavinnare.
Birgit Fischer deltog första gången i ett OS vid spelen 1980 i Moskva. Hon kunde inte delta 1984 eftersom öststaterna då genomförde en bojkott av spelen.
Fischer gjorde sitt sista OS vid Olympiska sommarspelen 2004 och är med sina 8 OS-guld en av världens främsta kanotister genom tiderna.
Fischer har utöver sin sportkarriär även varit verksam som idrottslärare, turismföretagare och liberal politiker. Hon kandiderade 1999 till Europaparlamentet som nominerad till andra plats på FDP:s lista, utan att vara partimedlem, men partiet erhöll inga mandat detta val.
Hon var 1984–1993 gift med kanotisten Jörg Schmidt, med vilken hon har barnen Frank och Fanny Fischer, även de framgångsrika kanotister.

## Meriter
- OS 1980
  - K1 500 m Guld
- OS 1988 (som Birgit Schmidt)
  - K1 500 m Silver
  - K2 500 m Guld
  - K4 500 m Guld
- OS 1992 (som Birgit Schmidt)
  - K1 500 m Guld
  - K4 500 m Silver
- OS 1996
  - K2 500 m Silver
  - K4 500 m Guld
- OS 2000
  - K2 500 m Guld
  - K4 500 m Guld
- OS 2004
  - K2 500 m Silver
  - K4 500 m Guld